# Zalesie (powiat szczycieński)
Zalesie (niem. Salleschen, 1938–1945 Ingelheim) – osada w Polsce położona w województwie warmińsko-mazurskim, w powiecie szczycieńskim, w gminie Dźwierzuty, leżąca nad północnym brzegiem Jeziora Rańskiego. W latach 1975–1998 miejscowość należała administracyjnie do województwa olsztyńskiego.
Wieś powstała jako folwark należący do dóbr w Rańsku. Jako samodzielny majątek szlachecki od XVIII w. W połowie XIX w. majątek wszedł w posiadanie rodziny von Massenbachów. Pałac wybudowano w połowie XIX w. w stylu angielskiego neogotyku. Wokół pałacu założony został park o charakterze krajobrazowym, zaprojektowany przez Johanna Larassa w 1865 r. W pobliżu pałacu znajduje się także cmentarz rodowy.

## Zabytki

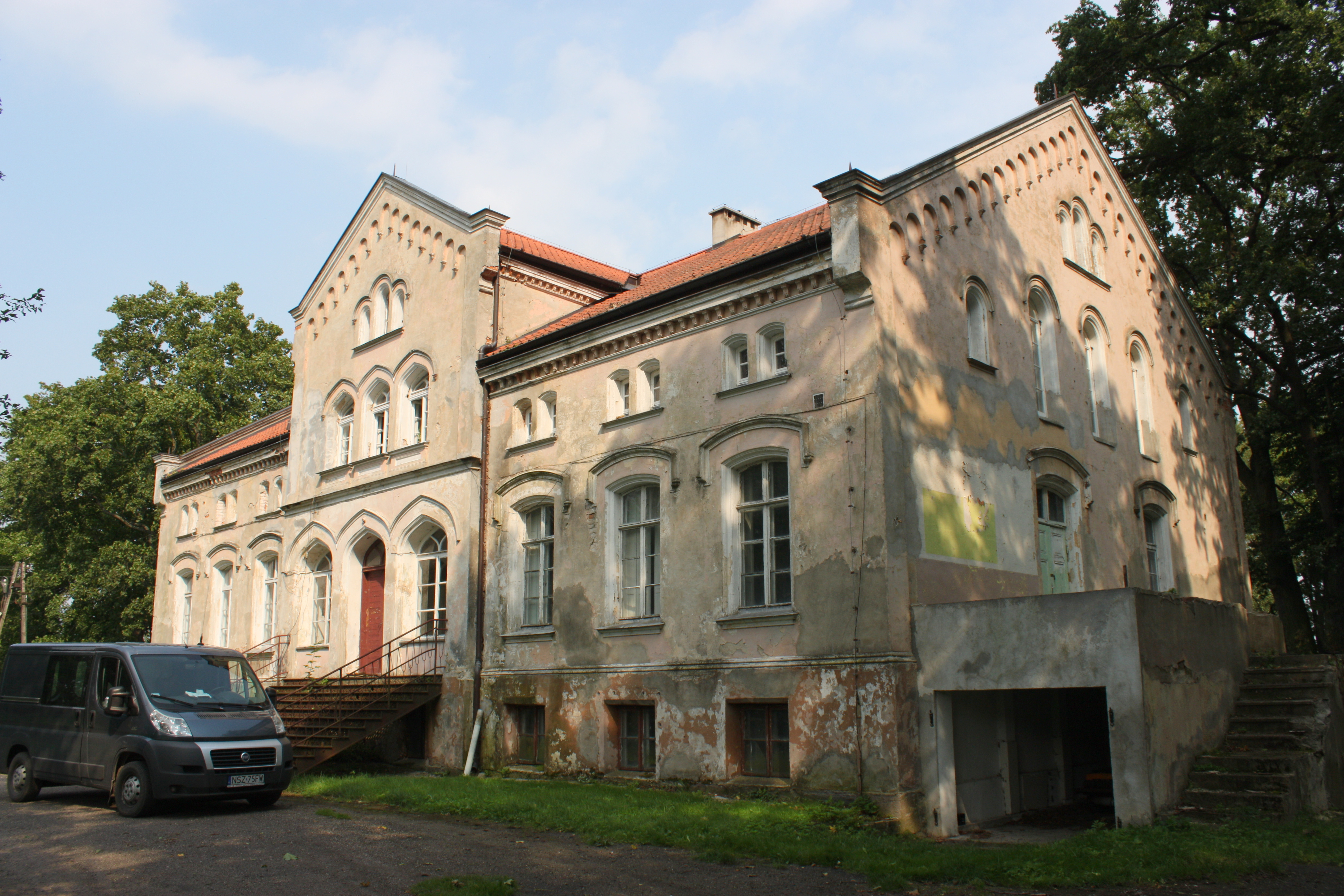
Pałac

Do wojewódzkiego rejestru zabytków wpisane są obiekty:
- zespół pałacowy z połowy XIX w.: 
  - późnoklasycystyczny pałac, piętrowy z neogotyckimi detalami (narożne sterczyny, pseudokrenelaż)[4];
  - park pałacowy;
  - folwark z gorzelnią.